# Supercopa do Brasil de Futsal de 2016
A Supercopa do Brasil de Futsal de 2016 foi a primeira edição desta competição realizada anualmente pela Confederação Brasileira de Futebol de Salão e reuniu os Campeões da Liga Nacional de 2015 e da Taça Brasil de Futsal de 2015 na definição da vaga brasileira na Copa Libertadores de Futsal de 2016.

## Participantes
| Clube          | Cidade         | Classificação                            | Classificação | Participação | Melhor Resultado |
| -------------- | -------------- | ---------------------------------------- | ------------- | ------------ | ---------------- |
| Carlos Barbosa | Carlos Barbosa | Campeão da Liga Nacional de 2015         | [ 2 ]         | 1ª           | estreante        |
| Jaraguá        | Jaraguá do Sul | Campeão da Taça Brasil de Futsal de 2015 | [ 3 ]         | 1ª           | estreante        |

## Transmissão

### Televisão
- Brasil: SporTV

## Supercopa do Brasil de Futsal
| 4 de abril de 2016 | Jaraguá          | 2 – 2 | Carlos Barbosa | Arena Jaraguá, Jaraguá do Sul, SC |
|                    | Daniel · Valença | [ 4 ] | Bruno · Marlon |                                   |

|                     |       | Penalidades        |  |
| Alemão Éder Valença | 3 – 2 | Zico Marlon Murilo |  |

|  | Jaraguá | C. Barbosa |

## Premiação
| Supercopa do Brasil de 2016 |
| --------------------------- |
| Jaraguá Campeão (1º título) |